# Martín Enríquez de Almansa

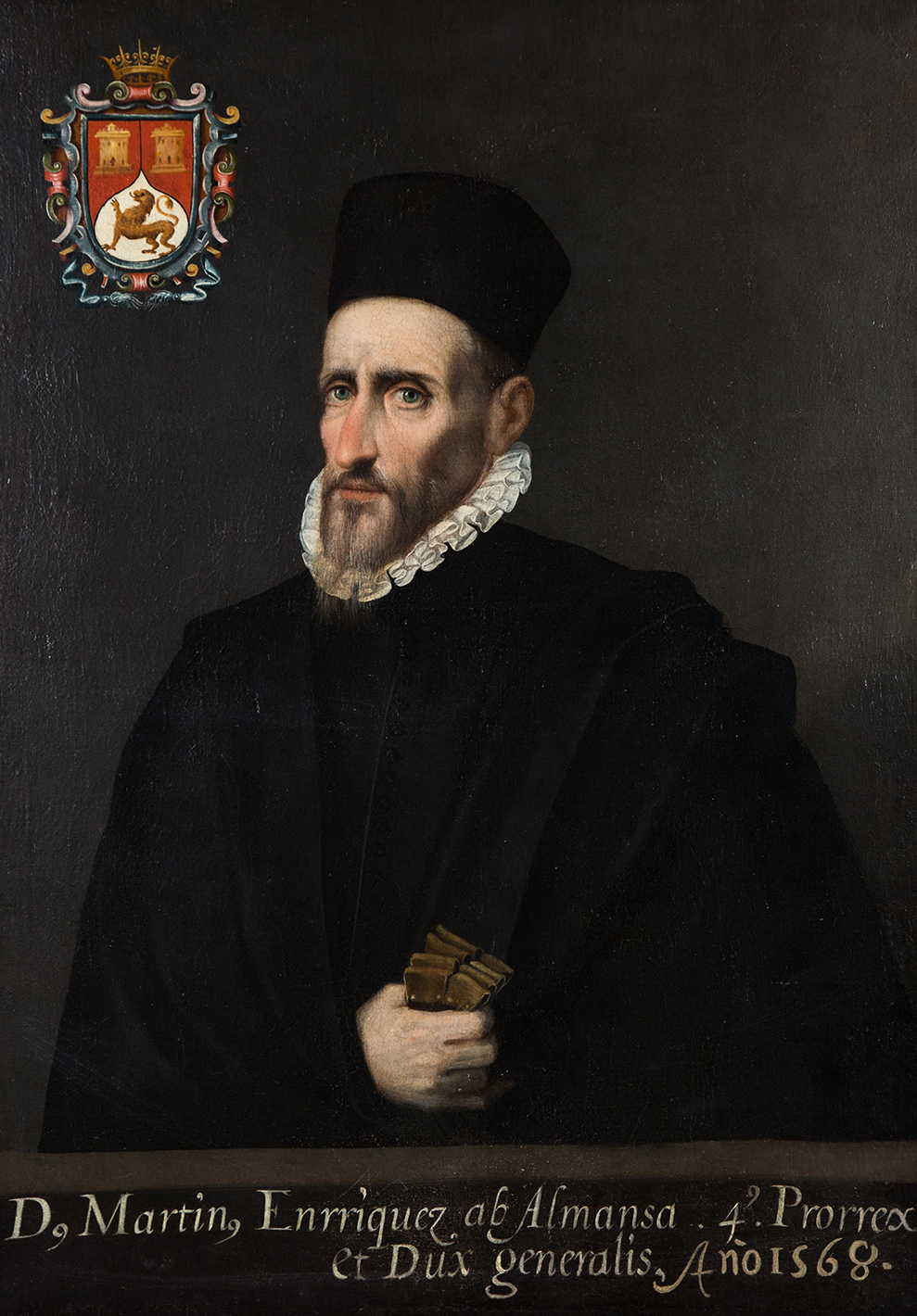
Martín Enríquez de Almansa

Martín Enríquez de Almansa y Ulloa (auch in abweichender Schreibweise: Almanza) (* um 1510 in Toro, Kastilien-León, Spanien; † 9. März 1583 in Lima, Peru) war ein spanischer Offizier, der von 1568 bis 1580 als Vizekönig von Neuspanien und von 1581 bis zu seinem Tod 1583 als Vizekönig von Peru amtierte.

## Leben
Er wurde als Sohn von Francisco Enríquez de Almansa und Isabel de Ulloa in eine spanische Adelsfamilie geboren.

### Vizekönig von Neuspanien
Im Mai 1568 ernannte König Philipp II. ihn zum Vizekönig von Neuspanien, dem heutigen Mexiko. Am 5. November 1568 trat er sein Amt an. Seine zwölfjährige Amtszeit war von der Niederschlagung mehrerer Indianerrevolten geprägt. Zudem verbesserte sich unter seiner Ägide die Qualität der Silberverarbeitung sehr stark und der Handel von und nach Europa über den Hafen von Veracruz nahm einen Aufschwung.

### Vizekönig von Peru
Aufgrund seiner Erfolge ernannte der König ihn zum Vizekönig von Peru. Angesichts seiner angegriffenen Gesundheit und seines hohen Alters blieb seine kurze Amtszeit in Lima unspektakulär; sie war zudem von einem schweren Erdbeben in Arequipa 1582 überschattet. Enríquez starb im Amt.